# Gonzalo Guerrero
Gonzalo Guerrero, altrimenti noto come Gonzalo Marinero, Gonzalo de Aroca e Gonzalo de Aroza (Palos de la Frontera, 1470 – Honduras, 13 agosto 1536), è stato un marinaio spagnolo.
Nel 1511 riuscì a sopravvivere a un naufragio, finendo fortunatamente sulle coste dello Yucatán, dove, catturato dagli indigeni Maya, ne divenne schiavo.
Alfine liberato dai suoi stessi padroni, divenne un notabile presso la comunità Maya in cui viveva, contribuendo a difenderla contro i conquistadores spagnoli di Francisco de Montejo, probabilmente morendo in battaglia attorno all'anno 1536.

## Biografia

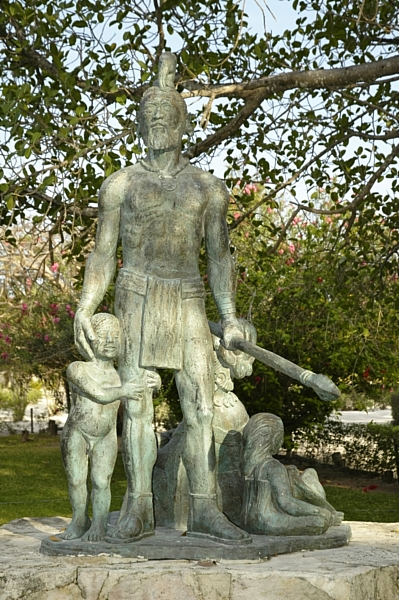
Statua dedicata a Gonzalo Guerrero

Nato a Palos de la Frontera in Spagna, morì lottando fianco a fianco con i Maya  contro i conquistadores Spagnoli di Pedro di Alvarado. 
Personaggio controverso perché arrivò ad essere un capo Maya, particolarmente bellicoso contro i conquistatori. 
Fu conosciuto come "il Rinnegato" dai suoi compatrioti spagnoli, mentre in Messico lo considerano il Padre del Meticciato. È ricordato anche sotto i nomi di Gonzalo Marino, Gonzalo di Aroca e Gonzalo di Aroza.
Poco si sa della sua infanzia, nacque a Palos de la Frontera nell'ottavo decennio del secolo XV, cioè era un po' più giovane di Vicente Yáñez Pinzón quando questi fu capitano della caravella Niña nel primo viaggio di Colombo. 
Fu più soldato che marinaio, ed appare come fuciliere nella conquista di Granada, in una campagna che culmina il 2 gennaio 1492, quando le truppe dei re cattolici, comandate dal Gran Capitano Gonzalo Fernández di Cordova sconfiggono il re Boabdil. Seguì il Gran Capitano anche a Napoli, dove la Spagna iniziava la sua influenza.
Intorno al 1510, insieme a Juan di Valdivia, lo troviamo in America dove si immerge nella lotta fratricida per il potere fra i capitani spagnoli. Con un gruppo di compagni partì da Darién il 15 agosto 1511, trovando buon tempo, per catturare nuovi schiavi. All'alba del terzo giorno di navigazione ci fu un temporale che fece schiantare l'imbarcazione in una delle secche di fronte alla Giamaica. Solo venti persone, diciotto uomini e due donne, riescono per il momento a salvare le loro vite in una piccola scialuppa. Senza acqua né alimenti, inizialmente bevono le proprie urine e quelle degli altri e dei morti, man mano, bevono il sangue e mangiano la carne.
Della ventina che salì sulla scialuppa unicamente arrivarono otto alla costa dello Yucatán. Ebbero subito un primo contatto con la popolazione indigena dei Cocomes, che si mostrarono abbastanza aggressivi. Gerónimo de Aguilar sarebbe stato la principale fonte di questa storia, poiché fu l'unico superstite insieme a Gonzalo Guerrero, ma a differenza sua, avrebbe fatto ritorno e avrebbe narrato questi eventi.
Davanti ai minacciosi gesti degli indios, il capitano Valdivia sguainò la spada per difendersi e ne ferì uno. Fu il gesto che scatenò la violenza. I Cocomes li catturano e ne sacrificano quattro - tra essi il capitano Valdivia - e li mangiarono. I quattro restanti furono rinchiusi in alcune piccole gabbie a forma di cubo, fatte con rami, per ingrassarli e degustarli in eventuale successivo banchetto del villaggio.
La certezza del destino che li attendeva diede loro le forze per scappare. Durante la fuga caddero però nelle mani dei Xiues Tutul, nemici dei Cocomes: nella città-stato di Mani, il capo Taxmar li offre al sacerdote Teohom come schiavi; per il duro lavoro ed i maltrattamenti subiti sopravvivono solo Gonzalo e Gerónimo de Aguilar. Taxmar, consapevole del duro lavoro a cui erano sottoposti gli schiavi, e visto che i due unici superstiti stavano sull'orlo della morte, li reclama.
Gonzalo e Gerònimo avevano fra l'altro combattuto contro i nemici della tribù, distinguendosi per le loro doti di astuzia e per la strategia, praticamente sconosciuta tra gli indios.
Taxmar li elegge quindi a consiglieri di guerra. Gonzalo insegna loro le differenti forme di attacco e difesa, a disporsi in diverse formazioni a quadri e a colonne, ed anche che non tutti i combattenti devono attaccare contemporaneamente, bensì sostituendosi nelle linee per alternare combattimento e riposo, al fine di non esaurirsi. Inoltre, formò una rudimentale e peculiare falange macedone, sufficiente per sconfiggere i Cocomes. Fu in questo modo che Gonzalo raggiunse un grande prestigio. In qualità di guerriero ed uomo libero della sua tribù, partecipa così con gran successo a varie spedizioni guerriere. Si accultura, si lascia fare le mutilazioni ed i tatuaggi rituali che sono propri al suo rango. Le sue vittorie si succedono e può sposarsi con la principessa Zazil Há, anche chiamata Ix Chel Can, la figlia di Nachan Can. 
La sua integrazione nel Paese che l'aveva adottato fu tanto grande che persino la sua primogenita, Ixmo, fu sacrificata agli dei, a Chichén Itzá.
Nel 1519 sbarcò una spedizione di Hernán Cortés sull'isola di Cozumel, ed i suoi componenti appresero che due spagnoli ci vivevano.
Cortés, tenuto conto degli obiettivi della spedizione, valutò l'enorme vantaggio che avrebbe avuto da questi due naufraghi spagnoli che parlavano ormai la lingua locale, quindi mandò dei messaggeri per riscattarli con dei doni per la tribù ed alcune lettere per i naufraghi. 
Gli emissari di Cortés consegnarono le lettere al De Aguilar, il quale le lesse con Guerrero.
Guerrero concluse: "Fratello Aguilar, io sono ormai sposato ed ho tre figli. I Maya mi hanno elevato a capo e capitano, mi sono forato le orecchie ed ho i tatuaggi del mio rango sulla faccia, cosa direbbero di me gli Spagnoli, se mi vedessero con questo mio nuovo aspetto? Va tu con Dio, questo è ormai il mio posto, fra questa gente". 
Al rientro, Gerònimo de Aguilar comunicò a Cortés che Guerrero si era rifiutato di unirsi agli spagnoli, e questi commentò così: "In verità, vorrei mettere le mie mani su di lui, perché non è bene lasciargliele". 
Quello di Cortés, più che un giudizio morale, fu la presa di coscienza che, da un punto di vista strategico, egli sarebbe stato un deterrente alla spedizione di colonizzazione.
Il rifiuto di Guerrero a rientrare con gli spagnoli venne così ufficialmente etichettato come tradimento, e consentì ai cronisti di esprimerne un giudizio morale: il Gonzalo dei resoconti storici è un "apostata", un "rinnegato", un "traditore", una persona dubbia, un peccatore che aveva per moglie una Maya, quindi un "cristiano basso".
Nel luglio del 1531, il capitano Dávila partì verso Chetumal, dove supponevano che vivesse Guerrero ed esistessero miniere d'oro; tuttavia trovò un posto in abbandono, e catturò alcuni Maya. Questi l'ingannarono dicendo che Gonzalo Guerrero era morto per cause naturali, e Dávila informò Montejo a Campeche sul supposto decesso. In realtà, Guerrero morì nel 1536, mentre affrontava le truppe del capitano Lorenzo di Godoy per aiutare, con cinquanta canoe, Çiçumba, capo tribù indiano di Ticamaya (Honduras), nella valle inferiore del fiume Ulúa.
La sua agonia non fu lunga. Una freccia di balestra lo colpì nell'ombelico, attraversandolo fino al fianco. I suoi uomini lo tirarono fuori dal campo di battaglia e lo nascosero dietro alcune palme ove morì.
Nonostante Gonzalo Guerrero sia presente in diverse cronache della conquista e la sua esistenza storicamente attestata, alcune informazioni che lo riguardano sono contraddittorie. Queste, unite a dati spesso mancanti e a falsi storici, hanno favorito nel corso dei secoli una continua ridefinizione del personaggio. Un processo iniziato proprio con i cronisti del XVI secolo e culminato nel XX secolo con l'Indigenismo messicano, ovviamente con propositi sempre differenti e non senza strumentalizzazioni.